# Ларчвалі
Ларчвалі (груз. ლარჩვალი) — село в Грузії.
За даними перепису населення 2014 року в селі проживає 95 осіб.